# Rioja (cidade da Argentina)
Rioja ou La Rioja (em castelhano:  La Rioja) é uma cidade da Argentina e capital da província de Rioja. Está localizada na porção centro-oriental da província, no departamento capital. É servida pelo aeroporto Capitão Vicente Almandos Amonacide (cód. IRJ), com voos semanais para Buenos Aires.

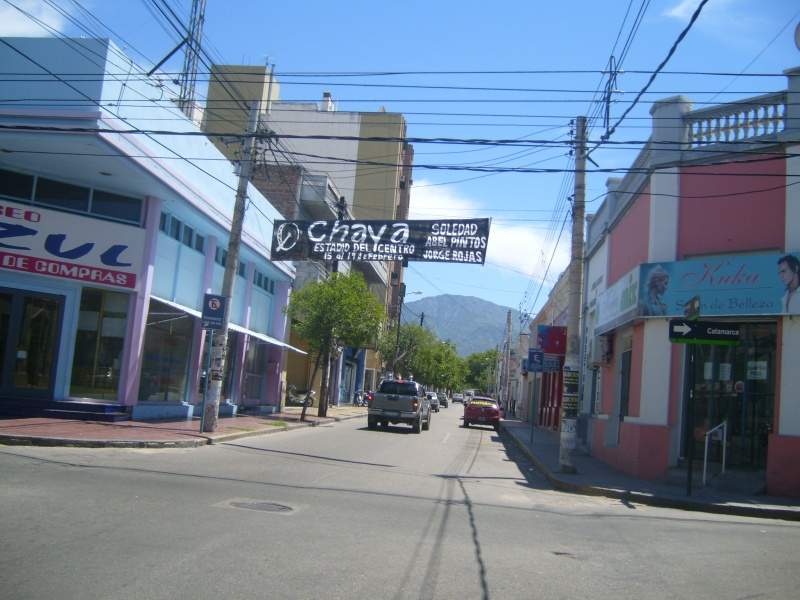
Rua do centro da cidade

O clima de La Rioja possui característica continental. Os invernos são amenos (para os padrões argentinos) e secos, com temperatura média ao redor dos 10°C. Os verões são chuvosos e quentes, com temperatura média na casa dos 28°C, podendo atingir os 40°C, sendo assim um dos lugares mais quentes da Argentina.
A Capital La Rioja, esta no meio do deserto. Ainda assim, conta com um lago represado em seu território. A temperatura oscila muito, no inverno existem temperaturas que chegam a -3°C. Mais recentemente, no ano de 2010 chegou a nevar nesta cidade. Em contrapartida o clima frio somente existe no inverno, no verão, e em todas as outras estações, não é possível encontrar temperaturas menores que 15°C na madrugada. Os dias do verão são castigados com temperaturas a cerca de 48°C nos dias mais quentes. No ano de 2012, houve registro de 52°C com sensação térmica de 54°.